# Vila Chã de Ourique
Vila Chã de Ourique ist eine Kleinstadt (Vila) und eine Gemeinde im mittleren Portugal. Die Gemeinde ist vor allem als einer der möglichen Orte der historisch bedeutenden Schlacht von Ourique 1139 bekannt, aber auch für seine Weinproduktion.

## Geschichte
Nach den Hypothesen einiger Historiker soll hier möglicherweise im Jahr 1139 die Schlacht von Ourique stattgefunden haben, die als Datum der Gründung Portugals betrachtet wird. In der Nähe des Dorfes wurde ein so genannter Knochenberg ausgegraben, der die Überreste der Toten enthalten könnte.
Das denkmalgeschützte manieristische Herrenhaus Palácio dos Chavões mit dazugehöriger Kapelle Capela de Nossa Senhora das Angústias geht auf ein Landgut zurück, das 1382 bereits als alte Quinta dokumentiert ist. Im 14. Jh. bestand hier ansonsten keine bewohnte Siedlung, möglicherweise waren Überreste früherer Behausungen zu finden. Der heutige Ort entwickelte sich erst danach wieder neu.
Die eigenständige Gemeinde Vila Chã de Ourique wurde 1907 durch Ausgliederung aus der Ortsgemeinde Cartaxo neu geschaffen und erhielt den Namen Casal de Ouro, möglicherweise nach einem kleinen Landgut diesen Namens. 1926 wurde der Gemeindename zur heutigen Bezeichnung geändert, nach dem Hauptort.
1997 wurde Vila Chã de Ourique zur Vila erhoben.
| Bevölkerungsentwicklung der 1907 geschaffenen Gemeinde Vila Chã de Ourique | Bevölkerungsentwicklung der 1907 geschaffenen Gemeinde Vila Chã de Ourique | Bevölkerungsentwicklung der 1907 geschaffenen Gemeinde Vila Chã de Ourique | Bevölkerungsentwicklung der 1907 geschaffenen Gemeinde Vila Chã de Ourique | Bevölkerungsentwicklung der 1907 geschaffenen Gemeinde Vila Chã de Ourique | Bevölkerungsentwicklung der 1907 geschaffenen Gemeinde Vila Chã de Ourique | Bevölkerungsentwicklung der 1907 geschaffenen Gemeinde Vila Chã de Ourique | Bevölkerungsentwicklung der 1907 geschaffenen Gemeinde Vila Chã de Ourique | Bevölkerungsentwicklung der 1907 geschaffenen Gemeinde Vila Chã de Ourique | Bevölkerungsentwicklung der 1907 geschaffenen Gemeinde Vila Chã de Ourique | Bevölkerungsentwicklung der 1907 geschaffenen Gemeinde Vila Chã de Ourique |
| -------------------------------------------------------------------------- | -------------------------------------------------------------------------- | -------------------------------------------------------------------------- | -------------------------------------------------------------------------- | -------------------------------------------------------------------------- | -------------------------------------------------------------------------- | -------------------------------------------------------------------------- | -------------------------------------------------------------------------- | -------------------------------------------------------------------------- | -------------------------------------------------------------------------- | -------------------------------------------------------------------------- |
| 1911                                                                       | 1920                                                                       | 1930                                                                       | 1940                                                                       | 1950                                                                       | 1960                                                                       | 1970                                                                       | 1981                                                                       | 1991                                                                       | 2001                                                                       | 2011                                                                       |
| 2 192                                                                      | 2 296                                                                      | 2 748                                                                      | 2 715                                                                      | 2 829                                                                      | 2 895                                                                      | 2 806                                                                      | 3 105                                                                      | 3 069                                                                      | 2 948                                                                      | 2 771                                                                      |

## Verwaltung

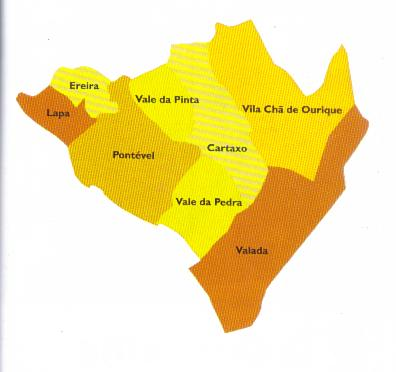
Lage der Gemeinde Vila Chã de Ourique ganz im Norden des Landkreises Cartaxo

Vila Chã de Ourique ist Sitz einer gleichnamigen Gemeinde (Freguesia) im Kreis (Concelho) von Cartaxo im Distrikt Santarém. In ihr leben 2469 Einwohner auf einer Fläche von 33 km² (Stand 19. April 2021).
Zwei Orte bzw. Ortsteile liegen in der Gemeinde:
- Vila Chã de Ourique
- Zona Industrial (Gewerbegebiet)

## Wirtschaft
Weinbau und die Herstellung von Wein sind hier bis heute ein bedeutender Wirtschaftszweig. Vila Chã de Ourique hat wesentlichen Anteil am Gebiet, in dem der bekannte Wein von Cartaxo produziert wird. Seine Weinbautradition ist auch am Wappen der Gemeinde abzulesen, zudem stehen die hiesigen traditionellen Weinkeller unter Denkmalschutz.
In der Gemeinde Vila Chã de Ourique liegt zudem das wichtigste Gewerbegebiet des Kreises Cartaxo, in dem etwa zwei Dutzend Betriebe des produzierenden Gewerbes, des Handels und des Handwerks angesiedelt sind.